# Аджарцы
Аджа́рцы (груз. აჭარლები — ачарле́би) — этнографическая группа грузин, со смешанным православным (75 %) и мусульманским (25 %) вероисповеданием. Большинство компактно проживают в Аджарии. Говорят на аджарском диалекте и говоре грузинского языка. По культуре аджарцам близки остальные субэтнические группы грузин (особенно лазы, гурийцы и чвенебури). Автономная республика Аджария была основана 16 июля 1921 года, на основе соглашения между Грузинской ССР, с одной стороны, и Турцией — с другой (см. Карсский договор), и вошла в состав Грузии.

## История
Исторически, как и остальные субэтнические группы грузин, аджарцы исповедовали христианство. Однако, между второй половиной XVI века и 1878 годом, когда территория Аджарии входила в состав Османской империи, многие аджарцы перешли в ислам, сохраняя при этом грузинский язык в качестве родного, а также самобытные формы культуры и быта.
В 1921 году в составе Советской Грузии была образована аджарская автономия.

### Современная государственность
После распада СССР в независимой Грузии начали набирать силу центробежные процессы в национальных регионах. В то же время Аджария фактически «выпала» из-под контроля центральной власти в Тбилиси, когда Аджарией руководил Аслан Абашидзе. В 2004 году, когда центральное правительство решило вновь подчинить автономную республику властям Тбилиси, в Аджарии разразился политический кризис, известный как Аджарский кризис 2004 года, завершившийся свержением Абашидзе и возвращением Аджарии под контроль властей Грузии.

## Демография
До 1926 года общепринятым для описания аджарцев был термин грузины-мусульмане. В ходе переписи населения в 1926 году советская власть в республике впервые ввела термин аджарцы для описания местных грузин-мусульман, насчитав 71 498 аджарцев. Поскольку основным индикатором аджарского различия была религия (ислам), а советское правительство в 1939—1989 годах официально придерживалось политики секуляризации и/или атеизма, данные по аджарцам не собирались. Они официально причислялись к грузинам, хотя по договору с Турцией Аджария формально получила автономный статус, сохранявшийся на протяжении всего советского и постсоветского периода. Аджарцы причисляются к грузинам. Данные о религиозной принадлежности аджарцев по-прежнему не собираются в ходе переписи, а определяются в ходе общественных опросов.

## Религия
По некоторым данным, соотношение христиан и мусульман изменилось в полную противоположность. Если ещё в середине XX века мусульмане составляли 70 %, а 30 христиане, то в начале XXI века христиан стало 75 %, а мусульман 25 %. 
По данным последних опросов, большая часть аджарцев — православные христиане (прихожане Грузинской православной церкви в Грузии), меньшая — мусульмане-сунниты. Ислам имеет сильные позиции на востоке и юге Аджарии, где количество мусульман может превышать 90%, как в муниципалитете Хуло.

## Аджарский диалект
Аджарцы говорят на аджарском диалекте грузинского языка. Диалект имеет наибольшее сходство с гурийским диалектом гурийцев. Со времён Османской империи в аджарский диалект проникли слова из южно-грузинских (лазского и мегрельского) и старотурецкого языков.

## Культура

### Аджарская музыка
Аджарская музыка — одна из многочисленных ветвей грузинской музыкальной культуры, составная часть музыки гурийско-аджарского региона.

### Аджарская кухня
Аджарская кухня во многом схожа с грузинской, но в ней всё же есть несколько отличительных черт. В Аджарии предпочитают использовать для приготовления блюд птицу (куры, индейка, перепёлка). Также не используют для приготовления блюд свинину. Аджарцы очень любят блюда из осетрины. В качестве первых блюд обычно подаются супы харчо и чихиртма, кроме того аджарцы не употребляют блюда из круп и творога. В качестве десерта в Аджарии подают чёрный кофе или чай, а также фрукты. Также в Аджарии делают плетёный сыр, аджарское молоко считается самым полезным в Грузии.

### Традиции
Одной из самых главных традиций считается гостеприимство. Гостя в Аджарии всегда приглашают к богатому столу, где угощают традиционными аджарскими блюдами. Обязательным является бокал вина, выпитый за здоровье гостя, а также за благополучие хозяина дома.